# Freienbessingen
Freienbessingen (letteralmente "Bessingen libera", in contrapposizione alla vicina Abtsbessingen – "Bessingen dell'Abate") è un comune della Turingia, in Germania.
Appartiene al circondario del Kyffhäuser (targa KYF) ed è amministrato dal comune amministratore (Erfüllende Gemeinde) di Ebeleben.